# Saifā
Saifā (jap. 砕破, 碎破 oder サイファー, dt. Zerbrechen, Zerschmettern) ist eine Kata des Karate. Im chinesischen heißt sie Zuofa. Sie gehört zu den Kata der Shōrei-Ryū-Richtung und wird u. a. im Gōjū-Ryū geübt.

## Geschichte
Eine Legende erzählt, dass man die Saifā auf einem Boot entwickelte. Deswegen sind die Bewegungen der Kata auch eher nach vorne und nach hinten ausgerichtet als zu den Seiten. Die Kata ist in Südchina entstanden.

## Beschreibung der Kata
Die meisten Techniken der Kata werden aus einer engen Nahkampfposition ausgeführt. Das würde die Legende zur Entwicklung der Kata bestärken. Oft werden Angriff und Verteidigung mit der gleichen Hand ausgeführt. Es gibt viele kreisförmige Bewegungen, die eine Verbindung zum chinesischen Ursprung darstellen. Die Kata ist für die Übung der Fähigkeit zur Selbstverteidigung wichtig. In ihr werden einige wichtige Punkte aus dem Kyūsho Jitsu aufgegriffen und dessen Einbindung ins Training gelehrt.

## Videos
- Andreas Ginger: Goju-Ryu Kata. Videoproduktion Geupel (DVD, ohne Altersbeschränkung, ca. 100 min)
- Mario Holderbach: Goju-Ryu-Kata. Best Fitness Solutions (DVD, ohne Altersbeschränkung)